# Albert Ceen
Albert Ceen (Melbourne, 1903 – Roma, 1976) è stato un pittore australiano residente in Italia. Albert Ceen, nato Achille Coen a Roma il 1903. Nel febbraio 1939 fuggì per l’Australia assieme a sua moglie Flavia Cabib e due figli, Guido e Allan, per evitare le conseguenze delle leggi razziali fasciste. Appena arrivato a Melbourne rinnegò la nazionalità italiana, e cambiò nome da Achille Coen ad Albert Ceen. Nel 1941, con l'inizio della guerra col Giappone, si arruolò nell'Esercito Australiano come non combattente. Tutti i suoi disegni di quell’epoca sono conservati nella biblioteca centrale di Sydney.

## Biografia
Pittore e scultore australiano, molto noto a Roma negli anni '60, dove arrivò nel dopoguerra, fu uno degli animatori della “dolce vita”. Italiano di nascita, cambiò il nome Coen per sfuggire alle leggi razziali, per andare nel 1939 in Australia e poi nel 1946 negli Stati Uniti. 
Amico di Renato Guttuso, Mino Maccari, Cesare Zavattini, Enrico Accatino, Franz Borghese, fu collaboratore di Federico Fellini, per il quale realizzò numerosi storyboard e bozzetti di scenografie per i suoi film.
La sua pittura analizza il mondo caotico e festoso degli anni del boom economico, ma anche la figura femminile, che diverrà uno degli elementi caratterizzanti del suo linguaggio.
Negli anni'70 privilegerà invece la scultura, spesso realizzata in ferro e con materiali di recupero.
Parte del suo archivio è conservato presso The State Library of New South Wales a Sydney.